# Frederick Augustus Irving

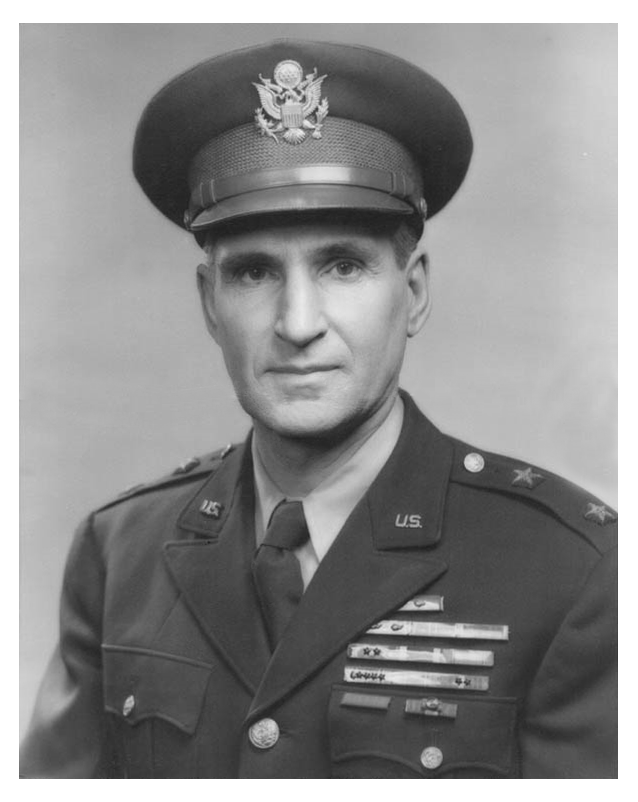
Frederick A. Irving (1943)

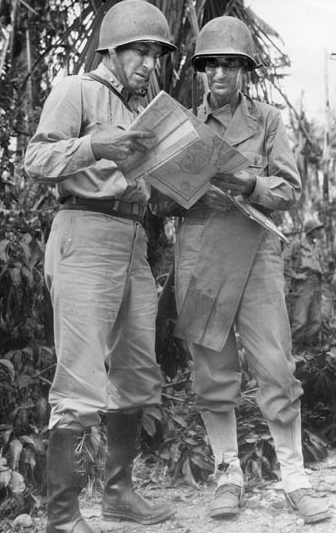
Irving mit Franklin C. Sibert (links)

Frederick Augustus Irving (* 3. September 1894 in Taunton, Massachusetts ; † 12. September 1995 in Alexandria, Virginia) war ein Generalmajor der United States Army. Er war unter anderem Kommandeur der 24. Infanterie-Division und als Superintendent Leiter der Militärakademie West Point.
Frederick Irving besuchte die Schulen seiner Heimat und absolvierte zwischen 1913 und 1917 die US-Militärakademie in West Point. Nach seinem am 20. April 1917 erfolgten Abschluss an der Akademie wurde er als Leutnant der Infanterie zugewiesen. In der Armee durchlief er anschließend alle Offiziersränge vom Leutnant bis zum Zwei-Sterne-General. Seine aktive militärische Laufbahn begann nur wenige Tage nach dem Eintritt der Vereinigten Staaten in den Ersten Weltkrieg. Irving wurde den Amerikanischen Expeditionsstreitkräften zugeteilt. Im September 1918 war er als Kommandeur einer Maschinengewehrkompanie an der Schlacht von St. Mihiel beteiligt. Er wurde im Kampf verwundet und erhielt später für seine Tapferkeit den Silver Star verliehen.
Nach dem Ende des Kriegs diente Irving in verschiedene Funktionen der Armee. Unter anderem gehörte er den amerikanischen Besatzungstruppen in Deutschland an. Außerdem war er in der Folge auch in Fort Gordon in Georgia und auf Hawaii stationiert. Er absolvierte ferner das Command and General Staff College. Zwischenzeitlich war er auch taktischer Offizier sowie in den Jahren 1941 bis 1942 Führungsoffizier der Kadetten an der West-Point-Akademie.
Während des Zweiten Weltkriegs war Frederick Irving auf dem pazifischen Kriegsschauplatz eingesetzt. Er wurde Kommandeur der 24. Infanterie-Division. Diesen Posten bekleidete er bis Ende 1944, dann folgte ihm Roscoe B. Woodruff. Mit seiner Division war er unter anderem an den Einsätzen in Neuguinea und der philippinischen Insel Leyte beteiligt. Zwischen August und November 1945 kommandierte Irving die 38. Infanterie-Division. Anschließend wurde er Mitglied des Inter-American Defense Board und Leiter einer Stabsabteilung (chief of the Army's career management division) in Washington, D.C. Dann wurde er zum stellvertretenden Kommandeur der 6. Armee im Presidio von San Francisco ernannt. Im Jahr 1951 erfolgte seine Berufung als Leiter der Militärakademie in West Point. In dieser Funktion löste er Bryant Moore ab. Dieses Amt bekleidete er bis zu seinem Eintritt in den Ruhestand im Jahr 1954.
Nach seinem Ausscheiden aus dem Militärdienst war Frederick Irving für den Rüstungskontraktor Melpar tätig. Bis ins hohe Alter war der frühere General auch ein leidenschaftlicher Tennisspieler. Der mit Vivian Dowe Irving (1898–1995) verheiratete Irving starb am 12. September 1995 im Alter von 101 Jahren. Zu diesem Zeitpunkt war er der älteste noch lebende West-Point-Absolvent überhaupt. Er wurde auf dem Friedhof von West Point bestattet.

## Orden und Auszeichnungen
Generalmajor Irving erhielt im Lauf seiner militärischen Laufbahn unter anderem folgende Auszeichnungen:
- Silver Star (3-Mal)
- Legion of Merit (2-Mal)
- Bronze Star Medal
- Purple Heart